# Clementinenhaus
Das DRK-Krankenhaus Clementinenhaus ist ein 195-Betten-Haus der Grund- und Regelversorgung im Stadtteil List der Landeshauptstadt Hannover. Träger ist eine Stiftung des bürgerlichen Rechts.

## Beschreibung
Das Clementinenhaus ist ein Krankenhaus im Raum Hannover. Die DRK-Schwesternschaft Clementinenhaus e. V. stellt fast das gesamte Pflegepersonal des Krankenhauses.
Im Clementinenhaus werden folgende Behandlungsschwerpunkte angeboten:
- Allgemeinchirurgie und Viszeralchirurgie
- Orthopädie und Unfallchirurgie
- Innere Medizin – Gastroenterologie
- Innere Medizin – Geriatrie
- Innere Medizin – Kardiologie
- Anästhesie/Intensivmedizin

Darüber hinaus gibt es sechs Belegabteilungen.
Das Krankenhaus ist anerkannte Ausbildungsstätte im Bereich Krankenpflege.

## Geschichte
Olga von Lützerode gründete 1875 mit eigenen Mitteln eine Schwesternschaft und die „Krankenpflegerinnen-Anstalt zu Hannover“. Sie hatten ihren Sitz in einem angemieteten dreigeschossigen Doppelhaus in der Eichstraße 16/17. Olga von Lützerode nannte das Haus Clementinenhaus, was von Clementia Dei („Sanftmut Gottes“) abgeleitet ist. Es wurden Krankenpflegerinnen für den Dienst im eigenen Hause wie auch außerhalb ausgebildet. Die Schwesternschaft wurde 1876 dem Roten Kreuz unterstellt, 1882 ebenso die Krankenpflegerinnen-Anstalt. 1878 kam es zur Anmietung eines weiteren Gebäudes in der Blumenstraße mit etwa 15 Betten.
1882 erfolgte die Gründung einer „milden Stiftung“ durch Olga von Lützerode, in der die Schwesternschaft die Krankenpflegerinnen-Anstalt weiter führte. Zweck der Stiftung war die Krankenpflegeausbildung für Krankenschwestern, die auch im eigenen Haus ihren Dienst versahen.

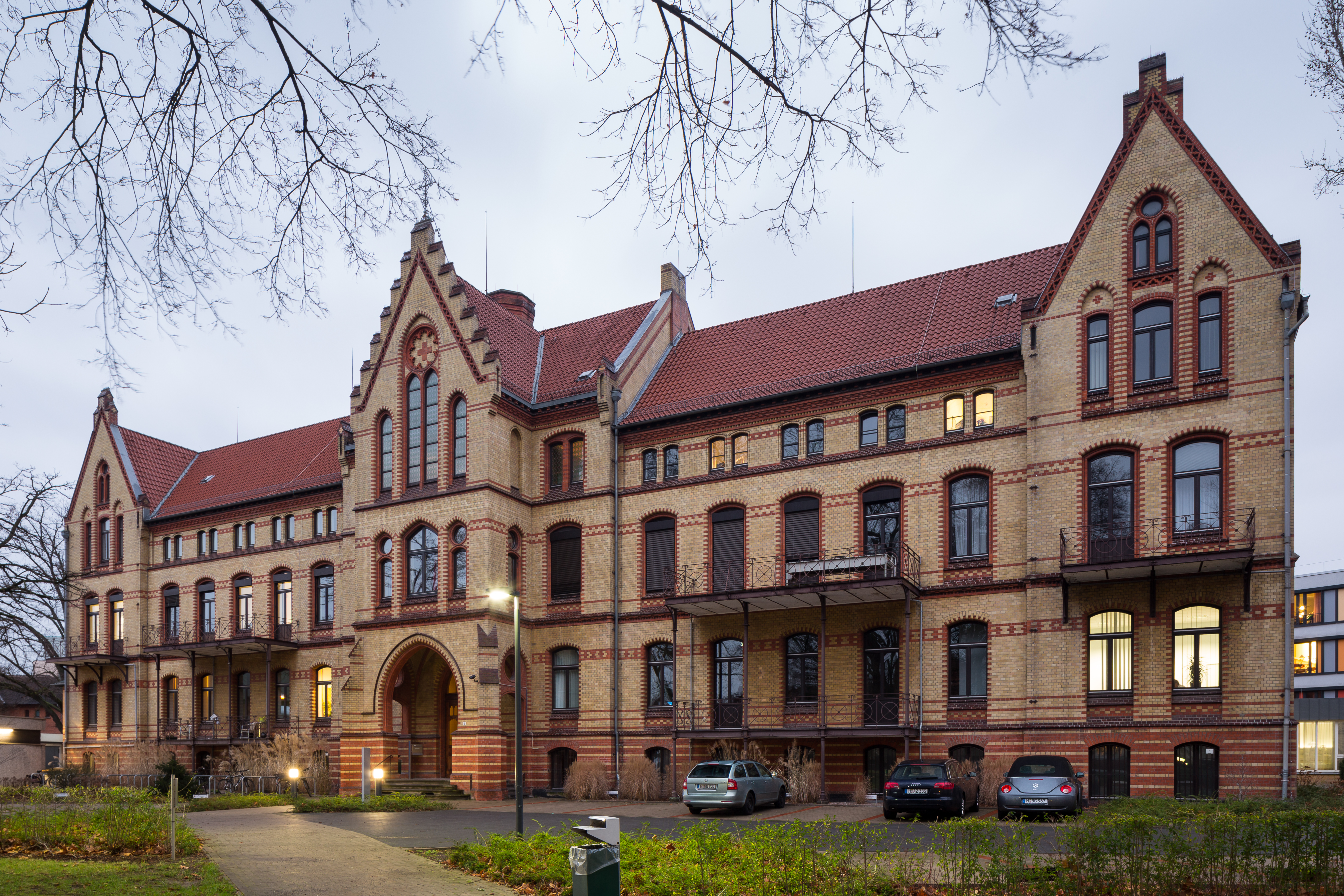
Der in den 1880er Jahren entstandene Bau an der Lützerodestraße

Anfang der 1880er Jahre wurde ein Grundstück für den Bau eines eigenen Krankenhauses erworben. Spenden, u. a. von Florence Nightingale, Wilhelm Busch, Sir Joseph Lister, Kaiser Wilhelm I. und Kaiserin Augusta, ermöglichten den Baubeginn. 1885 erfolgte die Grundsteinlegung. 1887 war das Krankenhaus mit zunächst 46 Betten bezugsfertig. 1898 wurde von Kaiserin Auguste ein Feierabendhaus für pensionierte Schwestern eingeweiht, dessen Grundstück die Stadt Hannover dem Clementinenhaus geschenkt hatte.
Im Jahr 1900 wurde die bestehende Krankenpflegeschule vergrößert und erhielt die staatliche Anerkennung. Ebenfalls 1900 wurde die Straße „Am Clementinenhaus“ zu Ehren von Olga von Lützerode und zum 25-jährigen Jubiläum der Schwesternschaft in „Lützerodestraße“ umbenannt.
Im Ersten Weltkrieg wurde das Clementinenhaus zum Kriegslazarett des Vaterländischen Frauenvereins mit 100 Betten. 67 Schwestern waren an der West- und der Ostfront im Einsatz, insbesondere in Konstantinopel und in Lazarettzügen.
1933 erwarb das Clementinenhaus das benachbarte Grundstück in der Edenstraße, wo eine Gebäudeerweiterung zur Unterbringung von Ärzten sowie Schwestern erfolgte. 1935 wurde das Clementinenhaus der Schwesternschaft des DRK Berlin zugeordnet und 1937 dem Amt unterstellt, an das alle Vermögenswerte gingen. In dieser Zeit verfügte das Krankenhaus über 150 Betten. Während des Zweiten Weltkriegs wurden 200 Schwestern im Sanitätsdienst der Wehrmacht eingesetzt. Das Clementinenhaus war zu der Zeit teilweise ein Kriegslazarett.
Bei den Luftangriffen auf Hannover wurde das Krankenhaus im März 1945 nahezu vollständig zerstört und nur wenige Betten konnten in Betrieb gehalten werden. Im Herbst 1945 begann die vorläufige Wiederherstellung der Gebäude; 1948 der Wiederaufbau des Krankenhauses und des Schwesternwohnheims.
1951 wurde die Stiftung „DRK-Clementinenhaus – Krankenpflegerinnenanstalt für das Land Niedersachsen“ ins Leben gerufen. Das Stiftungsorgan ist das Kuratorium. Anfang der 1960er Jahre wurde das Krankenhaus um einen Bettentrakt auf 250 Betten erweitert. 1976 erfolgte die Umbenennung in DRK-Krankenhaus Clementinenhaus. 1977 kam es zur Zusammenlegung der DRK-Schwesternschaft mit der Cornelien-Schwesternschaft Hameln.

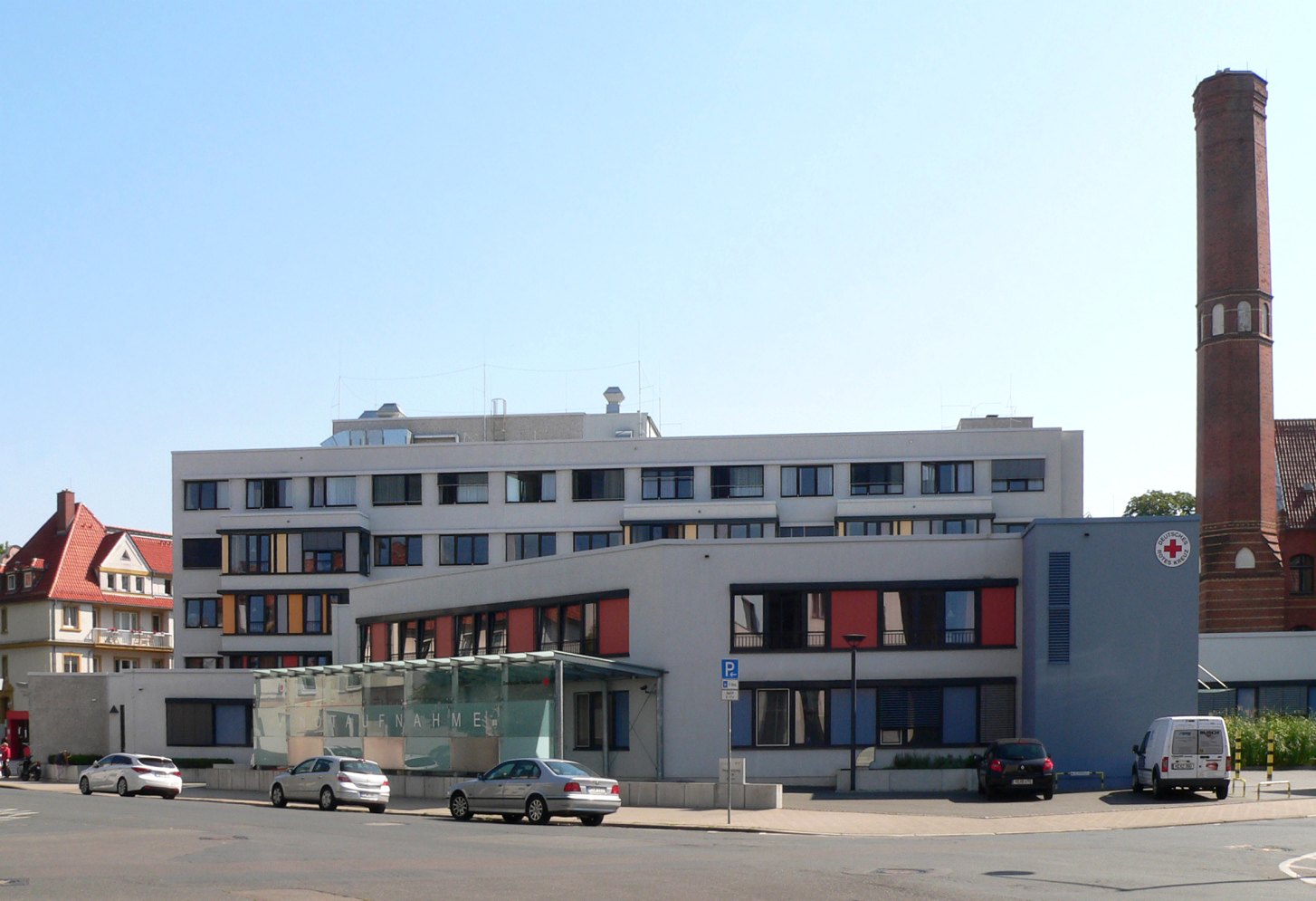
Bettenhaus und Notaufnahmebereich des Krankenhauses

Ende der 1980er Jahre erhielt die Intensivmedizin modernste Räume in einem Erweiterungsbau. Anfang der 1990er Jahre wurde ein Linksherzkathetermessplatz eingerichtet, 1997 ging ein Computertomograph in Betrieb. Die Radiologie wird an einen Kooperationspartner vergeben. Die Reorganisation der Notaufnahme zur „Zentralen Patientenaufnahme“ (ZPA) folgte 1999.
2003 wurde dem DRK-Krankenhaus Clementinenhaus von der Deutschen Gesellschaft für Qualität als erstem Krankenhaus in Deutschland für seine medizinischen und pflegerischen Gesundheitsdienstleistungen das Zertifikat „Verpflichtung zu Excellence“ verliehen. Ein Jahr später wurden die beiden Belegarztkliniken Klinik Dr. Boueke und Bertaklinik in das Clementinenhaus integriert. Um da Jahr 2005 erhielt das Krankenhaus als weitere Auszeichnung das KTQ-Zertifikat. Am 3. Juli 2006 erfolgte die Grundsteinlegung für eine vom Land Niedersachsen mit 24,5 Millionen Euro geförderte umfangreiche Umbau- und Sanierungsmaßnahme des Hauses. Die Umbauarbeiten in den Jahren 2007 bis 2011 erfolgten bei laufendem Krankenhausbetrieb. Um 2010 kam es im Clementinenhaus zur Eröffnung der sanierten Intensivstation und des neu erbauten OP-Bereichs. Am 1. Januar 2012 wurde die Sanierung beendet. Zwei Jahre später wurde die Abteilung für Geriatrie um einen modernen Therapietrakt erweitert, in dem sich alle wichtigen Bereiche einer modernen geriatrischen Abteilung befinden. 2014 wurde ein Mitglied der Schwesternschaft bei der Ebola-Epidemie in Sierra Leone eingesetzt.

## Schriften (Auswahl)
- Verwaltungsbericht der Provinzial-Pflegerinnenanstalt "Clementinenhaus" zu Hannover vom Jahre 1877, Hannover: Druck von Fr. Culemann, [März 1878]
- Satzungen für den Schwesternverband des Clementinenhauses in Hannover. Gültig vom 1. Oktober 1920, Provinzial-Krankenpflegerinnen-Anstalt Clementinenhaus, Hannover 1920
- Festschrift zum 50jährigen Bestehen des Clementinenhauses Hannover am 20. September 1925, Hannover: Edler & Krische, 1925
- Festschrift zum 75-jährigen Bestehen des Clementinenhauses Hannover, Hannover: Münstermann-Druckhaus, 1950
- Er gibt den Müden Kraft und Stärke genug den Unvermögenden. Oberin des Clementinenhauses Hannover 1875–1906. Verlag des Rauhen Hauses, Hamburg 1906; Nachdruck: Hannover 1950.
- 140 Jahre Clementinenhaus in: Hallo. Hannoversches Wochenblatt vom 16. September 2015